# Nathan Gorman
Nathan Gorman (* 25. Juni 1996 in Nantwich, England) ist ein britischer Profiboxer im Schwergewicht und aktueller ungeschlagener WBC-International-Silber-Champion. Er wird von Ricky Hatton trainiert und von Frank Warren promotet.

## Amateurkarriere
Gorman absolvierte insgesamt nur 12 Kämpfe bei den Amateuren.

## Profikarriere
In seinem Debüt als Profi schlug Gorman am 5. Dezember 2015 in einem auf 4 Runden angesetzten Kampf Jindrich Velecky in der dritten Runde durch technischen K.o. Im darauffolgenden Jahr traf er auf David Howe. In jenem Kampf, welcher auf 10 Runden angesetzt war, ging es um den vakanten BBBofC-Central-Area-Titel. Gorman siegte bereits in der ersten Runde durch T.K.o. 
Am 11. November des Jahres 2017 brachte Gorman dem bis dahin noch ungeschlagenen Mohamed Soltby seine erste Niederlage bei, als er ihn im Kampf um die internationale WBC-Silbermeisterschaft in Runde fünf durch T.K.o. bezwang.